# 西岡剛 (内野手)
西岡 剛（にしおか つよし、1984年7月27日 - ）は、大阪府大東市生まれ、奈良県奈良市出身の元プロ野球選手（内野手）、監督。右投両打。
ニックネームはつよぽん。
日本プロ野球（NPB）とメジャーリーグ（MLB）、ベースボール・チャレンジ・リーグ（BCL）の栃木ゴールデンブレーブスでのプレーを経て、2021年11月17日に選手兼任で九州アジアリーグ・福岡北九州フェニックス（現・北九州下関フェニックス）の初代監督に就任し、2024年は専任の総監督を務めた。
NPBの一軍公式戦における内野手およびスイッチヒッターとしてのシーズン最多安打記録保持者で、2010年のシーズン692打席はNPB記録。千葉ロッテマリーンズ時代の2007年に限って、名前（剛）をローマ字で表記した「TSUYOSHI」を登録名に使用していた。

## 経歴

### プロ入り前
奈良市立平城東中学校時代に「郡山シニア」で全国大会出場。当時からずっとPL学園高校で野球をすることを望んでいたが、PL学園のセレクションに落選したことを直接通知され大ショックを受けた。本人曰く「来てもいいよ」とは言われたが、丁重に断り、その後大阪桐蔭高校から誘いがあったことからPL学園を倒すことを目標とし大阪桐蔭へ進んだ。PL学園は2001年から2002年にかけて対外試合禁止処分を受けており、対戦のない時期もあったが、高校時代の3年間でPL学園に負けたことはなかった。
3年時に主将で4番打者として第84回全国高等学校野球選手権大会出場。しかし初戦の対東邦高校戦に敗退。高校通算42本塁打。
2002年のドラフト会議で千葉ロッテマリーンズから1巡目指名を受けて入団した。背番号は7。

### ロッテ時代
2003年は春季キャンプから一軍に帯同。開幕一軍はならなかったが、6月21日に一軍初昇格し、初打席で戸叶尚から初安打となる二塁打を打った。
2004年にコーチの高橋慶彦の指導の下、プロ入り当初の左打ちからスイッチヒッターに転向し、この年、プロ初本塁打を含む6本塁打を打ち頭角を現した。
2005年は東北楽天ゴールデンイーグルスとの開幕戦こそスタメンを外されたものの、中盤以降は堀幸一や小坂誠との併用ながら二塁手もしくは遊撃手としてのスタメン出場が増えた。41盗塁で盗塁王を獲得。21歳での盗塁王はパシフィック・リーグ最年少記録、1954年のセントラル・リーグでの吉田義男と並ぶ日本プロ野球最年少タイ記録である。さらにベストナインを遊撃手部門、ゴールデングラブ賞を二塁手部門でそれぞれ受賞しリーグ優勝と日本一に貢献。この年のベストナイン二塁手部門は堀、ゴールデングラブ賞遊撃手部門は小坂であり、西岡とローテーションで二遊間を組んでいた二人であった。
2006年は開幕前の3月に開催された第1回ワールド・ベースボール・クラシック(WBC)の日本代表に選出された。1次リーグ第1戦目の中国戦で日本代表第1号となる3点本塁打を打つ。2次リーグの対アメリカ合衆国戦では世紀の大誤審の際に走者としてタッチアップした（得点にはならなかった）。

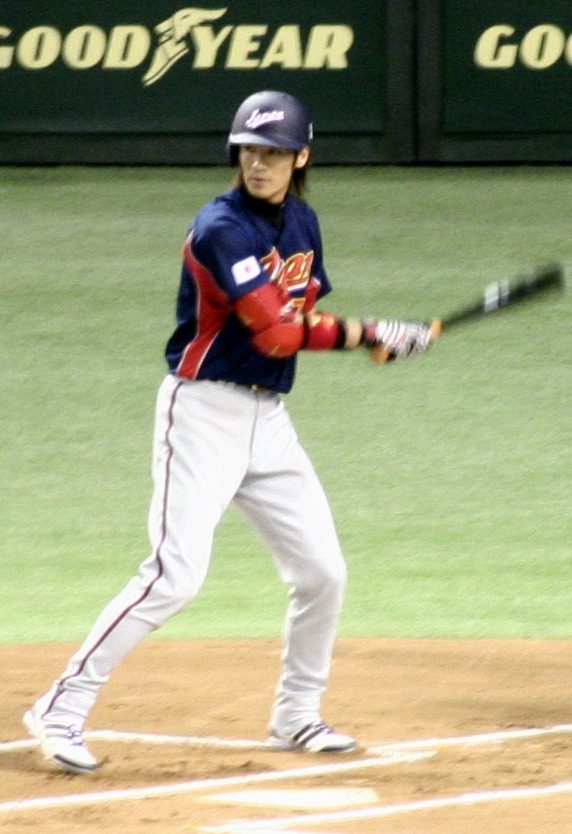
2006年WBC日本代表

シーズンでは、前年の二遊間併用の負担で膝を痛めたことと、小坂の移籍によりポジションが空いたことから1番・遊撃手に起用法が固定された。チームは4位に沈んだものの、自身は前年とほぼ同様の成績を残した。また、33盗塁を記録し2年連続で盗塁王を獲得した。

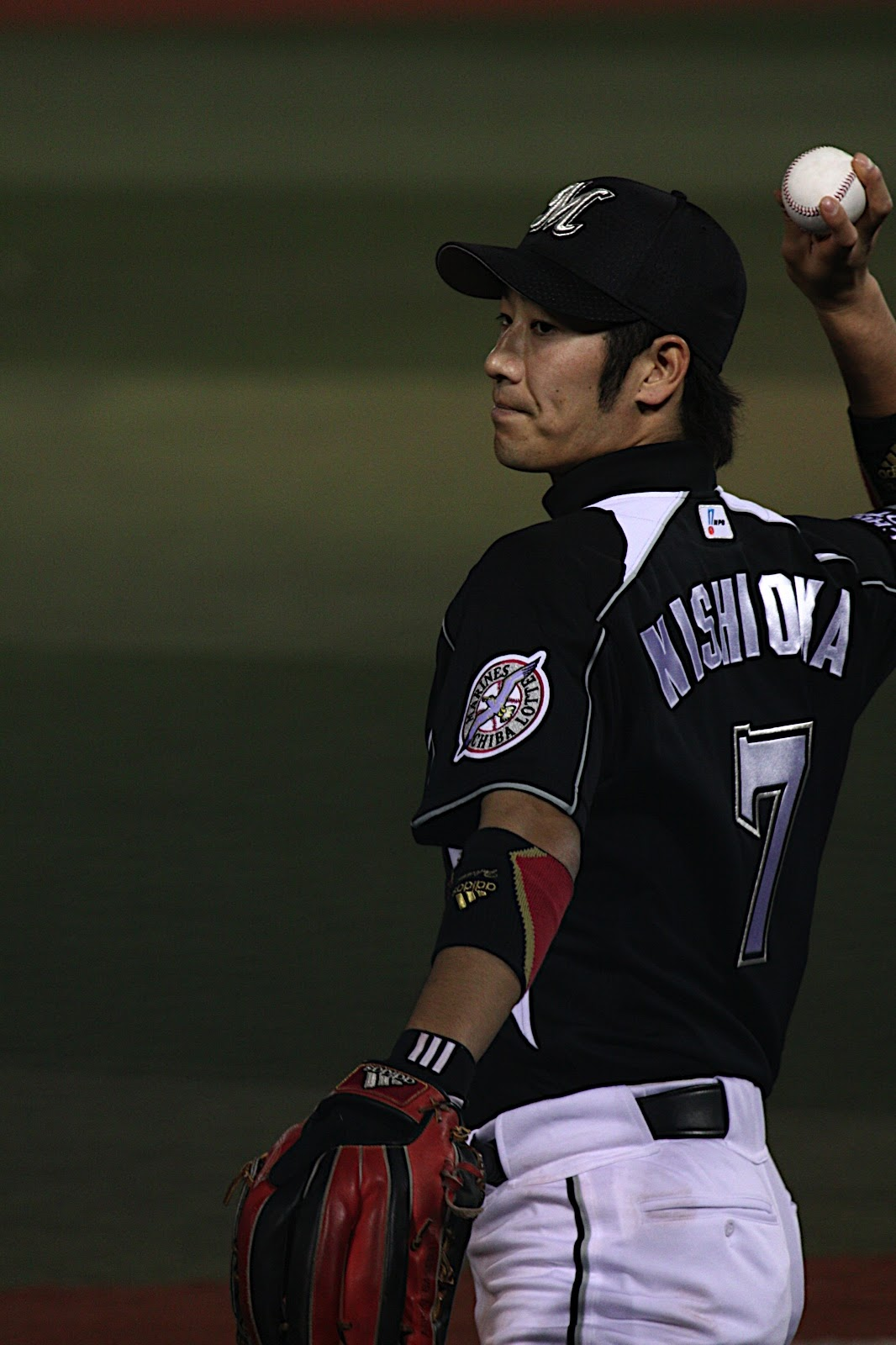
ロッテ時代（2010年）

2007年、1月7日に登録名を本名から「TSUYOSHI」に変更。この年は手首のケガや首痛などもありながら規定打席に到達。初の打率3割を残し、遊撃手部門でベストナインとゴールデングラブ賞を受賞。
2008年、1月7日に登録名を本名の「西岡剛」に戻すことを表明。同年より両耳にガードがあるヘルメットを使用。8月、北京オリンピック野球日本代表に選ばれ、一番打者として多くのチャンスメークを演出。しかしチームは3位決定戦のアメリカ戦で敗れ、4位に終わってしまう。1年を通し新たに負った足の故障や持病の膝痛と首痛に苦しみ、盗塁は18に減り、打撃・守備・走塁に精彩を欠いた苦しい1年となったが、2年連続の打率3割到達、自身初の2桁本塁打を達成した。シーズン終了後にはサブローとともに球団負担で渡米し、故障箇所をメディカルチェックするとともにケガのケアやリハビリ方法を学んだ。12月11日には西麻布で同期入団の早坂圭介と共にタクシーの無賃乗車犯を取り押さえた。また、高校の後輩である平田良介や中田翔を含む6人と「TEAM TSUYOSHI」を結成し、都内で合同自主トレーニングを行った。
2009年は、盗塁成功数、盗塁死数が前年シーズンより向上したものの、打率が.260と大きく低迷し安打数も118本と振るわなかった。一方で四球は大幅に増加したため出塁率は前年を上回った。シーズン前より当時の監督であったボビー・バレンタインの契約延長をめぐる球団フロントとのトラブルがあり、一部のファンが「死刑」など過激な言葉を用いて契約不更新反対やフロント批判の横断幕を出したことに対して、9月26日のヒーローインタビューでは台から下りて2分間にわたり、成績不振に対する責任感や謝罪の意思、応援団・ファンへの感謝を示すと同時に「選手1人1人のプレーを見て夢を描いたり、スタンドの歓声を聞いて大人になったらこういう所でプレーをしたいと思って頑張っている子供達の夢を崩さないでください」、「本当にロッテを愛してるのであれば、明日から横断幕を下ろして欲しいので、また応援のほうよろしくお願いします」と呼びかけた。その翌日である9月27日には、一部のファンから西岡を「偽善者」・「二日酔いで試合サボり夢を語るスピードスター」、「祝110本安打達成（笑）」などと中傷する内容の横断幕が掲げられ、応援歌の演奏をボイコットされるなどの被害を受け、翌日、自身を案じるファンへの謝意と心境を自身のブログで綴った。この年は3月に開催されたWBC日本代表への選出も目指したが落選。12月29日に行なわれた契約更改交渉では「3年契約の時にWBC出場の評価が入っていた。出ないのに受け取るのはおかしい」との理由で、球団側に1000万円の返上を申し入れ、改めて日本代表へのこだわりを表明した。
2010年は里崎智也に代わってキャプテンに就任し、ユニフォームシャツの左胸に「C」マークが追加された。この年より社会貢献運動として、山田邦子が代表理事を務める「リボン運動・がんの薬を普及する会」に共鳴し、ヒット1本につき1万円を寄付する活動を始めた。レギュラーシーズンでは開幕から好調を続け、5月は打率.417・4本塁打・OPS 1.167の成績を残し月間MVPを獲得。7月にはファッションモデルの徳澤直子と結婚することを24日に自身のブログで報告し、26歳の誕生日である同月27日に婚姻届を提出。9月1日の対楽天戦でシーズン21回目の猛打賞を達成し、1950年の別当薫の球団記録を更新。9月12日の対埼玉西武ライオンズ戦で1回に左前打を打ってシーズン181安打とし、1961年に榎本喜八が記録したシーズン180安打を更新する球団新記録を達成。9月21日の対楽天戦でシーズン26回目の猛打賞を達成して1996年にイチローが記録した年間最多記録に並び、9月25日の対オリックス・バファローズ戦の4回に金子千尋から3安打目を打ち日本プロ野球新記録となる27回目の猛打賞を達成した。またイチロー以来パ・リーグ2人目、日本人のスイッチヒッターおよび内野手としては初となるシーズン200本安打を達成し、史上4人目となるスイッチヒッターでの首位打者かつ史上4人目の全試合フルイニング出場首位打者となり、最多安打のタイトルも獲得。フルイニング出場も果たし、日本プロ野球新記録となるシーズン692打席を記録。なお、この年に記録した打率.346は遊撃手としての歴代最高打率である。シーズン後には遊撃手部門でベストナインとゴールデングラブ賞を受賞した。シーズン終了後、リック・サーマンを代理人としてポスティングシステムによるメジャーリーグ移籍を申請。11月に自身のブログで「メジャーで野球をすることは子供の頃からの夢だった。自分の力も知った上で挑戦したい」と述べ、メディアには「若いうちに挑戦して、日本人内野手の評価を上げたい気持ちが強い」と、ポスティングを希望した理由を説明した。ミネソタ・ツインズが532万9,000ドルで交渉権を獲得した。

### ツインズ時代

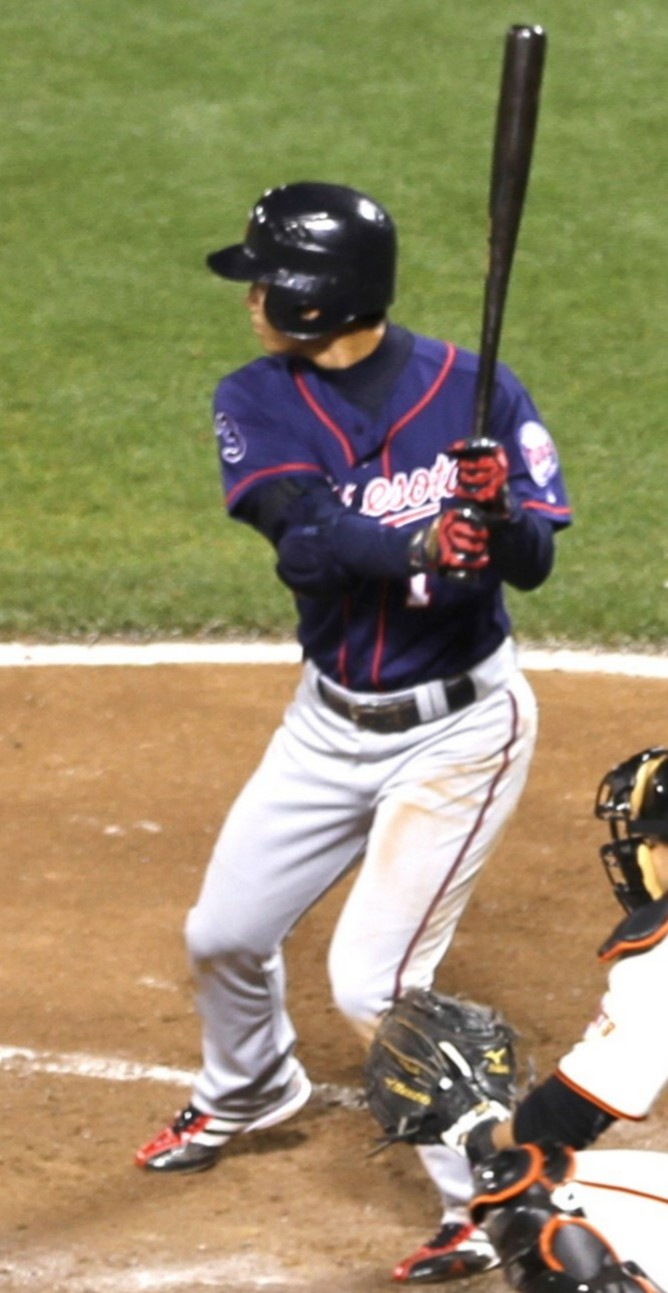
ミネソタ・ツインズ時代
（2011年6月22日）

2010年12月17日にツインズと総額925万ドルの3年契約（4年目は年俸400万ドルの球団オプション）を結び、同球団初の日本人野手となった。背番号はロッテ時代と同じ「7」を希望していたが、ツインズの看板選手であるジョー・マウアーが着けていたため1に決定した。18日にはターゲット・フィールドにて背番号入りのユニフォームを着て会見を行い、殿堂入り選手のポール・モリターも同席して全面的なバックアップを約束した。
2011年は、監督のロン・ガーデンハイアーから二塁手として起用され、スプリング・トレーニングで13試合連続安打を記録して打率.345の成績を残し、4月1日のトロント・ブルージェイズとの開幕戦でメジャーデビュー。26歳での出場は日本人野手最年少となった。しかし7日の対ニューヨーク・ヤンキース戦で一塁走者のニック・スウィッシャーが二塁に滑り込んだ際に交錯し、左足腓骨の骨折で故障者リスト (DL) 入り。アドバンスドA級フォートマイヤーズ・ミラクルで調整中にモリターから併殺プレーなどの指導を受け、フォートマイヤーズとAAA級ロチェスター・レッドウイングスで計7試合に出場後、6月16日の対シカゴ・ホワイトソックス戦で遊撃手として復帰したが、7月まで打率.206・出塁率.259と低迷。8月8日に第一子の女児が誕生。8月からは打率.272・出塁率.323と復調し始めたものの、8月下旬から右わき腹を痛め、9月は5試合に出場した後DL入りしシーズンを終了した。左投手に対し打率.203と苦しんだ他、外角に対応できていないことが指摘され、シーズンを通して68試合の出場で打率.226・出塁率.278・19打点・2盗塁の成績に終わり、守備でも遊撃手でDRS -10・UZR -6.3, 二塁手でDRS -1・UZR -1.1と攻守ともに精彩を欠き、CBSスポーツからアメリカンリーグ最低殊勲選手 (Least Valuable Player; LVP) 候補の一人に挙げられたが、結果はアダム・ダンが選出された。
2012年2月、徳澤と離婚協議中であることが報じられた（後に離婚が成立）。スプリングトレーニングでは左手小指を痛め、3月19日にAAA級ロチェスターへ降格。開幕もマイナーで迎え、4月24日には右足首の捻挫でDL入りした。マイナーでの前半戦は63試合の出場で打率.228・1本塁打・出塁率.300・6盗塁に終わったが後半戦から復調し始め、ダニー・バレンシアの移籍に伴い8月6日にメジャー昇格。しかしシーズン初出場となる対クリーブランド・インディアンス戦では2失策を喫した。3試合に先発出場したが12打数無安打、1打点で攻守ともに精彩を欠き、13日に再降格。20日に40人枠から外れた。後半戦はロチェスターで38試合に出場し、打率.303・1本塁打・出塁率.337・1盗塁を記録。シーズン終了後に翌年の年俸325万ドルの契約解除を球団に申し出、9月28日に自由契約となった。 その後、NPB復帰が決定し、古巣であるロッテの他に阪神やオリックスの争奪戦となった。

### 阪神時代
2012年11月20日に阪神タイガースと2年総額4億円プラス出来高で契約。入団交渉の際には本人の申し出により球団提示額から1億円を返上して出来高に置き換え、ポジションの確約も辞退した。背番号はロッテ時代と同じ7。会見では「すごく伝統のあるチームで思う存分、暴れたい」と語った。
2013年は「1番・二塁手」としてレギュラーに定着。前年リーグ5位だった阪神を2位に押し上げる原動力となった。開幕戦の対東京ヤクルトスワローズ戦（明治神宮野球場）で移籍後初安打・初打点を含む3安打2打点を記録。4月2日の対中日ドラゴンズ戦（京セラドーム大阪）では9回にサヨナラ適時打を打った。5月4日の対ヤクルト戦（阪神甲子園球場）でNPB/MLB通算1,000本安打を達成。5月11日の対ヤクルト戦（松山中央公園野球場）で1試合5安打を記録、5月18日の対福岡ソフトバンクホークス戦（甲子園）では交流戦最多記録（通算5本目）となる先頭打者本塁打を打った。5月21日の対西武戦（西武ドーム）では左膝の異変を訴え、指名打者として出場したが、6月5日の対西武戦（倉敷マスカットスタジアム）でこの年2度目のサヨナラ適時打。リーグ戦の再開後は、7月10日の対中日戦（沖縄セルラースタジアム那覇）で3安打4打点を挙げ、同月16日の対読売ジャイアンツ（巨人）戦（甲子園）で日本通算1,000本安打を達成。一軍監督の和田豊からは、前半戦のMVPに選ばれた。オールスターゲームには、ロッテ時代の2005年以来2度目となる二塁手部門でのファン投票1位で出場。しかし、左膝の状態が思わしくないことから、7月30日に移籍後初めて出場選手登録を抹消された。8月16日に一軍へ復帰し、2安打と決勝点のホームを踏んだ。8月30日の対広島東洋カープ戦（甲子園）では、プロ入り後初めて三塁手として出場。9月7日の対巨人戦（甲子園）では、ロッテ時代の2009年以来4年ぶりに3番打者で出場し2安打1打点を挙げた。シーズン終了後、二塁手としては初のベストナインを受賞。ロッテ時代に遊撃手部門で3回選出されていたため、セ・パ両リーグでのベストナイン受賞を達成した。
2014年3月30日の対巨人戦（東京ドーム）の2回裏の二塁守備で、大竹寛が打った浅い飛球を追って背走中に右翼手の福留孝介と交錯（記録は右越2点三塁打）。後頭部から人工芝のグラウンドに落下した。西岡自身には手足を動かせるほどの意識があったが、審判団や球場に常駐する医師の判断で試合が25分間中断。グラウンドに乗り入れた救急車で病院に搬送された。脳には異常が認められなかったものの、鼻骨の骨折・胸部の打撲・軽度の左肩鎖関節の脱臼・左右の第1肋骨骨折が判明したため、4月1日に出場選手登録を抹消された。6月27日の対中日戦（甲子園）で、「1番・三塁手」として一軍へ復帰。前述の激突以来初めて東京ドームに登場した7月11日の対巨人戦では、6回表一死二・三塁の場面で代打に起用されると、「内野を5人で守る」という巨人野手陣の変則シフトをかいくぐって無人の中堅へ2点二塁打を打った。しかし、右肘痛の発症で打撃不振へ陥ったことに加えて、激突の影響による背中の痛みが再発。国内フリーエージェント権の資格取得条件を満たす予定だった7月23日に、登録を再び抹消された。9月に再び一軍へ復帰してからは代打に専念。チームのシーズン2位で迎えたクライマックスシリーズ以降は、「1番・三塁手」としてスタメンに復帰すると、チームの日本シリーズ進出に貢献した。ソフトバンクとの日本シリーズでも全試合でスタメン出場したが、第5戦（福岡 ヤフオク!ドーム）の9回表一死満塁で迎えた打席で一塁へのゴロを打った際に、ラインの内側を走ったため守備妨害と判定。このプレーによって、チームのシリーズ敗退が決まった。シリーズの終了後には、右肘遊離軟骨の除去手術を受ける一方で、12月7日には徳澤との離婚を発表した。
2015年は春季キャンプで正二塁手への復帰を目指したものの、自身の故障を機に正二塁手へ定着した上本博紀との兼ね合いで、正三塁手として公式戦の開幕を迎えた。しかし、右肘屈筋挫傷の発症で5月23日から長期にわたって戦線を離脱するなど、シーズンを通じて不調に見舞われた。シーズン終了後には、一軍監督へ就任したばかりの金本知憲へ「もう一度二塁で勝負したい」と直訴したところ、金本から「翌2016年の春季キャンプの内容次第で外野に転向させる」と通告。12月5日の契約交渉では、減額制限（40%）一杯の推定年俸1億800万円（7200万円減）で契約を更改した。
2016年は春季キャンプから上本・大和との正二塁手争いを展開した末に、公式戦の開幕から「7番・二塁手」としてスタメンに定着。甲子園球場でのシーズン初公式戦（4月8日の対広島戦）では、同点で迎えた9回裏一死一・三塁の打席で、金本阪神に初めてのサヨナラ安打をもたらした。後に左太ももの裏を痛めたことから、一時は戦線を離脱。復帰後も、右打席での打撃や、二塁手としてのショートスローに不安を抱えながらのプレーを強いられた。このため、6月12日の対北海道日本ハムファイターズ戦（札幌ドーム）では、プロ入り後初めての外野守備を経験。7回表の守備から左翼手、8回表には中堅手として守備に就いた。しかし、7月20日の対巨人戦（甲子園）2回裏二死三塁からの打席で安打（同点適時打）を打って一塁へ向かう際に転倒。自力で起き上がれないほどの重症だったことから、そのまま交代して病院へ向かったところ、検査で左アキレス腱の断裂が判明した。一時は現役からの引退を決意した（詳細後述）が、7月26日に患部の縫合手術を受け、残りのシーズンをリハビリに専念。一軍公式戦では通算で打率.295を記録したものの、55試合の出場で本塁打はなく、盗塁も6個にとどまった。シーズン終了後の契約交渉では、推定年俸9000万円（1800万円減）という条件で翌2017年の契約を更改。更改の直後には、「『契約してもらった』と言った方が正しい（ような立場な）ので、（2017年の年俸の）金額（が記された資料）を見ずに、球団から提示された条件をそのまま受け入れた」とのコメントを残した。また、ロッテ時代から親交のある糸井嘉男が国内FA権の行使によってオリックス・バファローズから移籍したことに伴って、ロッテ時代の2003年から延べ12シーズン着用してきた背番号7を糸井へ譲る意向を表明した（詳細後述）。
2017年はマウロ・ゴメスの退団によって空いた背番号5を着用しながら、春季キャンプからレギュラーシーズンの前半戦まで、二軍での調整に専念した。5月30日には、ソフトバンクとのウエスタン・リーグ公式戦（タマホームスタジアム筑後）で、「4番・指名打者」として実戦に復帰。一軍で一塁手のレギュラーが固定されていないことを背景に、6月27日に出場したオリックスとの同リーグ公式戦（阪神鳴尾浜球場）では、プロ入り後初めて一塁の守備に就いた。チームの後半戦開幕日であった7月17日におよそ1年ぶりの出場選手登録を果たすと、同日の対広島戦（甲子園）に「1番・一塁手」としてスタメンで出場。5回裏の第3打席では、右投手の野村祐輔から、左打席で一軍公式戦1年ぶりの安打を打った。以降の公式戦では、上本が開幕から正二塁手へ再び定着していることや、途中入団のジェイソン・ロジャースに一塁を守らせることなどを背景に一時「1番・中堅手（または左翼手）」として起用。後に、上本との併用扱いながら、二塁手としてのスタメン復帰も果たした。8月19日の対中日戦（ナゴヤドーム）では、5回表の打席で出塁した後に、二塁への盗塁成功によって一塁公式戦復帰後の初盗塁を記録した。8月は月間打率.311を記録するなど好調だったが、23日の対ヤクルト戦（神宮）5回裏に三塁走者としてロジャースの三塁ゴロで本塁へ突入した際に、走路上にあったロジャースのバットを避けるため跳び上がった直後の着地で左踵を打撲。打撲自体は軽症だったが、前年に断裂したアキレス腱への負担を憂慮する首脳陣の方針で、翌24日から9月4日まで戦列を離れた。
2018年は首脳陣が遊撃手への本格復帰構想を立てたが、（外野手・遊撃手・二塁手としての起用を視野に入れた）「ジョーカー」に相当する扱いで、2年ぶりに開幕一軍入りを果たした。開幕後は二塁のスタメンや代打を中心に起用され、4月8日の中日戦では猛打賞を記録した。しかし、シーズン通算では18試合の出場で打率が.152にとどまり、5月18日付で出場選手登録を抹消された。故障以外の理由による抹消は、阪神へ移籍した2013年以降のシーズンでは初めてである。同年9月21日に再び登録されたものの、10月1日に戦力外通告を受けた。西岡自身は翌2日に、自身のInstagram公式アカウントで通告の事実を公表。球団の正式発表より早い公表だったが、この年限りで阪神を退団するとともに、NPBの他球団で現役生活を続ける意向があることを示した（詳細後述）。10月5日に出場選手登録を抹消し、チームも17年ぶりにセ・リーグの最下位でシーズンを終えたため、抹消前日（4日）の対ヤクルト戦（甲子園）7回裏に代打で喫した空振り三振が、阪神選手としての最後のプレーになった。シーズン終了後の11月13日には、12球団合同トライアウト（タマホームスタジアム筑後）へ参加。フリーバッティング形式で4人の投手と左右2打席ずつで対戦すると、ロッテ時代のチームメイトだった成瀬善久から右打席で二塁打を打ったが、4打数1安打2三振という内容でトライアウトを終えた。その後もNPB他球団からは獲得のオファーがなく、12月2日付でNPBから自由契約選手として公示された。

### BCリーグ・栃木時代
2019年3月12日に、ベースボール・チャレンジ・リーグ（BCリーグ）の栃木ゴールデンブレーブスに入団することが発表された。背番号は1。リーグ戦には、前・後期を通じて59試合へ出場するとともに、最終規定打席へ到達。リーグ10位の打率.335、7本塁打、41打点という好成績で、チームのリーグ戦東地区後期初優勝に貢献した。ちなみに、チームは後期の全日程終了後に、群馬ダイヤモンドペガサス（東地区前期優勝）との地区チャンピオンシップで東地区総合優勝を達成。さらに、信濃グランセローズ（西地区優勝）とのリーグチャンピオンシップも初めて制したため、リトルリーグ、中学（郡山シニア）、高校（大阪桐蔭）、NPB（ロッテ）、野球日本代表に続いて優勝を経験した。NPBレギュラーシーズン中の選手契約・譲渡可能期間終了日（7月31日）までにNPB復帰のオファーがなかったため、チャンピオンシップ終了後の11月12日には前年に続いてNPBの12球団合同トライアウト（大阪シティ信金スタジアム）へ参加。この年からトライアウトの参加回数に上限（最大2回）が設けられたため、自身にとっては最後のトライアウトになった。結果は4打数無安打であったものの、トライアウト終了後は、トライアウト以外の方法で今後もNPBへの復帰を目指す意向を示した。
2020年には、栃木球団へ籍を置いたまま、シーズン開幕前の2月に古巣・ロッテの石垣島春季キャンプへ参加。ロッテへの復帰を念頭に置いたものではなく、BCリーグ球団の所属選手から若干名を同キャンプに派遣する慣例に沿った参加であったため、参加期間中にはロッテ球団から「練習補助員」として扱われていた。その後は栃木球団との契約の更新を保留していたため、球団の登録選手名簿から外れていたが、シーズンの開幕から2か月以上経過した9月1日に更新で合意したことが球団から発表された。再契約にあたって同月7日、新入団の川﨑宗則とともに会見を行い、改めてNPB復帰を目指していることを明言した。
ロッテの練習補助員の経験に関しては、後に自分のところにまさか練習補助員のアルバイトのメールが来るとは思わなかったと明かしつつ、BCリーグに慣れてしまわないようにNPBのレベルに触れておきたかったという趣旨の話をしている。その上で面識ある選手やスタッフが多くいる中で全く抵抗が無かったとしている。また、2020年シーズン終了時点では「アフリカの身体能力が気になる」とアフリカの選手市場を開拓したいと意欲を示している。
2021年4月1日、栃木球団と3年目の契約を締結した。同年8月8日に宇都宮清原球場で行われた神奈川フューチャードリームスとの公式戦では6回表に投手として起用され、川﨑とバッテリーを組んで1イニングを三者凡退、無失点（奪三振1）に抑えた。11月6日に生配信をメインとした自身のYouTubeチャンネルを開設。11月17日、自由契約による退団が発表された。

### 九州アジアリーグ・北九州時代
2021年シーズンのBCリーグのリーグ戦終了後の9月下旬、2022年から九州アジアリーグのリーグ戦に参加する新設球団・福岡北九州フェニックスが西岡に監督就任を正式要請していることが報じられた。オーナーの堀江貴文が現役にこだわっていることから、選手兼任監督での要請となった。スポーツ紙の取材に対し、西岡は要請を受けたことを事実だと認める一方で、栃木球団や親会社のエイジェックなどとの話し合いがまだ行えていないことから、就任に関しては熟考する意向を示した。正式就任前ながら、10月30日・11月3日に行われた球団トライアウトでは、前茨城アストロプラネッツ監督のジョニー・セリスを誘い、ともに選手選考に参加。その後、選手兼任の上での監督就任を決意し、ジョニーにヘッドコーチ就任を依頼。栃木からの退団が発表された11月17日、北九州の初代監督に選手兼任で就任することが、ジョニーのヘッドコーチ就任発表とともに正式に発表された。
2022年2月18日の体制発表会で背番号が「7」と発表された（当日は「内野手兼任スキッパー」と紹介される一方、「西岡監督」とも呼ばれている）。開幕後も西岡は自身を「スキップ」（英語で艦長を示す「スキッパー」の略語）と呼び、従来の日本の野球（監督と選手の間が遠い）とは異なる、独立リーグに合った監督像を模索していると取材に対して述べている。
2022年5月8日の対火の国サラマンダーズ戦の8回途中に球場を離れ、試合が一時中断。これを遅延行為とみなされて退場処分、ならびに次戦の出場停止処分通知を受けた。これは前月の時点でこの日のテレビ番組への生出演オファーを受けており、事前に球団スタッフにはこのことを伝えていたものの、監督の交代について西岡自ら審判に伝える必要がある認識を不足していたためである。
2024年2月16日、チームの総監督に就任することが発表された（発表には「選手兼任」という表記がなく、専任とみられる）。同年シーズン終了後の11月1日に退任が発表された。

## 選手としての特徴

### 打撃
生来は右打者で中学時代に左打者に転向し高校時代までは右投左打、プロ入り後に左打から両打になるという経緯でスイッチヒッターとなった。俊足の一番打者がよく試みる三塁線へのセーフティバントは少ないが、代わりに一・二塁間へのプッシュバントを試みることが多く、2005年の日本シリーズ第1戦や2006年のWBCの決勝戦などの大舞台でも成功させている。

### 守備・走塁
「スピードスター」と呼称されるが、50メートル走のタイムは6.1秒、一塁到達3.97秒と歴代の盗塁王の中でも飛びぬけて速くはなく、一塁到達スピードは打席の左右に関わらずムラが大きい。一方でトップスピードは非常に速く、打席から三塁到達まで11.12秒、バント時には一塁到達3.54秒を記録したこともある。盗塁は早いカウントから積極的に仕掛けていく が、日本での通算盗塁成功率は約70パーセントとそれほど高いわけではない。
守備では、主に遊撃と二塁をこなす。遊撃手としては三遊間の打球に弱く、失策も少なくないが、定位置付近から二遊間の打球に強く、2010年には600イニング以上に出場した遊撃手で両リーグ1位のUZR 13.1を記録するなど広い守備範囲を持つ。2005年には状況に応じてその都度二塁手または遊撃手に配置転換するという監督のバレンタインによる起用法が話題となり、2006年のWBCでは二塁手として起用された。2005年に膝痛を患って以降、連鎖的な下半身の故障や首痛などのケガが非常に多く、前任の小坂誠が移籍した2006年以降はチーム内での役割や負担の増加を考慮し遊撃手で固定起用され、他の守備位置にはついていなかったが、ツインズ移籍当初は二塁手として起用された。しかし2011年は遊撃手でDRS -10・UZR -6.3, 二塁手でDRS -1・UZR -1.1を喫し、強い打球の処理に苦戦したことや、不必要なスピンやダブルクラッチをするなどしてボールを長く持ちすぎる点、味方野手との連携不足が指摘された。なお、阪神移籍後の2013年からは三塁手、2016年からは外野手（主に中堅手）、2017年からは一塁手としても起用されている。

## 人物・エピソード
座右の銘は「先憂後楽」。
ロッテ時代にコーチを務めていた高橋慶彦から若手時代に「とにかく練習。そうすれば野球の神様は必ず見てるから結果はついてくる」と言われて熱心に練習に取り組むようになり、バレンタインは「もっとやってくれると思った。彼はもっと上を目指せる。偉大な選手になるには、この時期にすべてをささげて打ち込まないと」とコメントしたこともあった。
中村剛也は大阪桐蔭高校の1年先輩。中田翔や、阪神でのチームメイトである藤浪晋太郎・西田直斗などは同校での後輩に当たる。高校時代には中村の方が足が速く、中田とはプロ入り後に合同で自主トレーニングを敢行している。藤浪・中田と共に出場した2013年のオールスターゲーム第2戦（神宮）では、試合前に2人と相談したうえで、セ・リーグ4番手として登板予定の藤浪がパ・リーグ4番打者として先発出場の中田を打席に迎えた際に山なりのスローボールを投げるように指示。当の藤浪は、6回裏の中田の打席で2球続けてスローボールを投げた後に、145 km/hの速球で中田を三振させた。
第1回WBCのアメリカ戦で二塁打を打った際、セカンドを守っていたデレク・ジーターと握手した。敗戦後に焼肉屋でイチローが主催した決起集会でそのことをイチローから叱責され、WBCは国別対抗戦であるにもかかわらず遊び半分で浮き足立っていた自分を猛省したという。
阪神へ移籍した2013年開幕直後のヒーローインタビューでは、関本や現役時代の矢野燿大がヒーローインタビューで多用していた「必死のパッチ」を決め台詞に使うことで、場内をたびたび沸かせた。もっとも、移籍後2度目のサヨナラ安打を打った6月5日の対西武戦（倉敷）でのヒーローインタビューでは、「最近、そのブームは自分の中で終わった。『もういいかな』と思う」と発言。7月10日の対中日戦（那覇）でのヒーローインタビュー中には、三塁の守備で2失策を記録しながら先制打を打った坂克彦を呼び寄せたうえで、特別にインタビューを受けさせていた。大和などチームメイトからは「つよぽん」と呼ばれている。
ロッテ時代、2009年まで使われていた応援歌は、西岡をロッテ入団へ導いたスカウトの松本尚樹の現役時代の応援歌を流用していた。なお、同曲の原曲はロシア民謡のカチューシャである。また、2010年は応援団の不祥事による解散によって、変更された。原曲はOi-SKALL MATESの『BRING ON NUFFY STOMPER FUN』である。
阪神時代の2016年に左アキレス腱を断裂した瞬間に、現役からの引退をいったん決意。かねてから故障が相次いでいたこともあって、大阪府内の大病院へ入った当初は、球団関係者から患部の手術を勧められても断っていた。しかし、断裂から1週間以内に手術を受けなければアキレス腱を再建できない状況であったことから、心境が徐々に変化。結局、「たとえ実戦へ復帰できなくても、野球人生の最後を悔いなく迎えて欲しいから、復帰までのプロセス（を踏んでいる）だけでもやってみたらどうか」という家族や知人からの勧めで、手術と現役の続行へ踏み切った。手術後は移動を車椅子に頼りながらも、入院先の小児病棟で、重病を患う小児患者と盛んに交流。前向きな姿勢で夢を語る彼らと接するうちに、「アキレス腱は（断裂しても）手術すればつながる。（アキレス腱の断裂から）復活したプロ野球選手もいる。このような可能性が十分に残されているのに、（実戦への復帰を）諦めていいのだろうか。復帰するからには、ポジションを遊撃に戻して、かつてのようにグラウンドを走れるようになりたい」という心境に至ったという。
2018年レギュラーシーズン最終盤の10月1日に阪神球団から戦力外通告を受けると、翌2日には、自身のInstagram公式アカウントを通じて長文のメッセージを投稿。戦力外通告を受けたことをいち早く公表したうえで、一軍監督の金本、二軍監督の矢野燿大、二軍守備走塁コーチの筒井壮、左アキレス腱の断裂で入院した際にいち早く見舞いに訪れた掛布雅之シニア・エグゼクティブ・アドバイザー（2016年・2017年の二軍監督）、阪神入団時の一軍監督だった和田豊テクニカル・アドバイザー（肩書はいずれも2018年シーズン時点）などの球団関係者やファンに対する謝意を示した。
- 2019年の戦力構想から外れていることを西岡へ通告した球団本部長の谷本修によれば、西岡がこの通告を機に2018年シーズン限りでの現役引退を決意した場合には、チームに対する貢献度の高さを尊重すべく、甲子園球場で引退セレモニーを開催する用意があることを西岡に伝えたという。西岡自身は通告に対する回答を保留していたが、「（クライマックスシリーズの出場権争いの渦中にあった）チームに迷惑を掛けたくない」という理由で、戦力外通告を受けたことをinstagram経由でファンや球団関係者にいち早く伝えた。もっとも、instagramでの投稿のタイミングが球団への回答や球団からの正式発表より前だったことから、谷本は西岡へ投稿の真意を確認。結果として「フライング公表」になったことを西岡が謝罪したため、「他球団での現役続行」という西岡の意思を尊重するに至った[126]。
- 金本は投稿後も、西岡の出場選手登録を抹消せず、西岡を一軍に帯同させていた[127]。しかし西岡は、金本と相談したうえで、10月4日の対ヤクルト戦（甲子園）を阪神選手としての最後の試合に選んだ[88]。その背景には、一軍公式戦での代打による球団のシーズン最多安打記録（桧山進次郎が現役時代に樹立した23本）まであと1安打と迫っていた原口文仁が、左手小指の骨折によってシーズン最終盤の9月下旬に戦線離脱を余儀なくされていたことが挙げられる。原口と入れ替わる格好で一軍に昇格していた西岡は、原口が骨折から回復しつつあることを踏まえて、戦力外通告を受けた自身の代わりに原口の再登録を優先することを金本に懇願[128]。原口は、西岡に代わって同月5日から実際に一軍へ復帰すると、前述した桧山の球団記録に並んだ末にシーズンを終えた。
- 上記のメッセージでは、「翌年甲子園の土を踏めるこことを一つの目標として頑張りたい」という表現で、2019年にNPB他球団の選手として現役生活を続ける意向を示していた[129]。その後に参加した12球団合同トライアウトに際して、「ロッテのユニホームで終わりたい。『戻って来い』と言われることを心の中で願っている」と述べ古巣であるロッテへの愛着を示した一方で、NPB以外の球団でのプレーも視野に入れていることを明かしていた[130]。しかし結局、ロッテを始めNPB球団から獲得のオファーを受けるには至らなかった。
- 一方で、トライアウト直後から栃木を含めBCリーグ所属6球団からオファーを受けており、最終的には、あくまでNPB復帰を目標とする上で最も環境が整っているとの判断から栃木への入団を決定した[131]。

2020年は長らく栃木ゴールデンブレーブスの登録選手への記載がなされず、所属が不透明だった。そんな中、同年6月13日に行われた北海道ベースボールリーグの開幕戦、美唄ブラックダイヤモンズ対レラハンクス富良野BCでの試合に祝福の花を贈った際には、名義を野球人・西岡剛としていた。

### 交友関係
ツインズ時代から西岡と交流していることを出演番組で公言しているたむらけんじは、西岡が阪神へ入団した当初、西岡が猛打賞を記録した試合の翌日に、自身が経営する炭火焼肉たむらの食事券を『スポーツニッポン』（大阪本社発行版）の読者に抽選で進呈する企画を実施していた。西岡も、阪神移籍後初めての本塁打を打った同年5月19日の対ソフトバンク戦（甲子園）の試合後にヒーローインタビューへ迎えられると「球場のどこかに、たむらけんじが来てると思う。自分が出場し、たむらが球場で観戦する試合としては今回が初勝利なので、おめでとう。もし見かけたらたむらを野次って下さい」とのジョークでインタビューを締めくくった。
阪神時代の2017年から2018年までチームメイトであった糸井とは、自身と同じパ・リーグの球団出身である縁で、阪神への移籍前から互いに親しく交流。西岡は2003年から延べ12シーズン、3歳年上の糸井は、日本ハム時代の2011年から背番号7の着用を続けてきた。しかし、糸井が阪神でも7番の着用を希望していることを知ったため、「糸井さんは自分より実績がある」という理由で背番号7を糸井に譲ることを決意。糸井の移籍交渉中には、糸井本人に連絡したうえで、「背番号を7番にするなら、気分よく（阪神に）来て下さい」とのメッセージを伝えたという。結局、糸井が阪神への入団後も背番号7を付け続ける一方で、西岡は2017年から背番号を5に変更した。
平安高校硬式野球部のOBでレゲエシンガーの強（つよし）と交友関係にある。西岡が強の楽曲「カーテンコール」を耳にし感銘を受けたことがきっかけで、両者の間に「（本名を含めて）名前の読み方が同じ」「大阪府出身の元高校球児」「高校球児時代の背番号が7」といった共通点があることから交友関係が深まった。強が「スーパースター」という楽曲を西岡のために書き下ろしたところ、西岡が阪神時代の2013年シーズン後半から登場曲に使用。西岡の実兄から聞いたエピソードや、西岡本人のイメージに沿って何度も書き直した末に完成した楽曲で、ミュージックビデオには西岡出演のバージョンも存在する。

### パフォーマンス
2013年には、本塁打やサヨナラ安打を打ったチームメイトを出迎える際のチームパフォーマンスとして、左右の親指・人差し指・中指を立てたまま空中へ一斉に腕を振り上げるポーズをチームメイトの関本賢太郎と共に提案。同じ内野手の新井良太などによる協力の下で、公式戦の開幕からチーム内に浸透させた。西岡・関本は8月26日に、このポーズの意味が「応援するファンへの感謝 (Gratitude)」であることを明かしたうえで、ポーズの名称を「Gratiii（グラティ）」と発表。球団ではこの発表を受けて、「Gratiii」ブランドの公式グッズの発売を開始した。
「Gratiii」はあるチームの野手が「正直、阪神がうらやましい。ああいうポーズがあるとチームが勢い付くし、一体感が生まれていいんだよね。ウチはおとなしい選手が多いから、ちょっと調子が悪いとすぐベンチが暗くなっちゃう。西岡のようにバカをやれる若手がいてくれたらいいんだけど」とコメントしたことがあるが、その一方で同じチームの杉内俊哉は2013年7月15日の阪神戦に登板する前に「投手としては、あれをやられるのは気分が悪いですよね」と口にしており、同年の秋季キャンプから現場に復帰した掛布雅之など一部の野球評論家・野球解説者から、「Gratiii」をめぐって「相手に対する尊敬の念が感じられない挑発行為」という趣旨の批判が続出した。その後選手代表と球団関係者が話し合いを重ねた末に、2014年シーズン以降は「Gratiii」の披露を自粛した。

## 詳細情報

### 年度別打撃成績
| 年 度     | 球 団     | 試 合 | 打 席 | 打 数 | 得 点 | 安 打 | 二 塁 打 | 三 塁 打 | 本 塁 打 | 塁 打 | 打 点 | 盗 塁 | 盗 塁 死 | 犠 打 | 犠 飛 | 四 球 | 敬 遠 | 死 球 | 三 振 | 併 殺 打 | 打 率 | 出 塁 率 | 長 打 率 | O P S |
| --------- | --------- | ----- | ----- | ----- | ----- | ----- | -------- | -------- | -------- | ----- | ----- | ----- | -------- | ----- | ----- | ----- | ----- | ----- | ----- | -------- | ----- | -------- | -------- | ----- |
| 2003      | ロッテ    | 7     | 11    | 9     | 3     | 3     | 2        | 0        | 0        | 5     | 1     | 0     | 0        | 0     | 0     | 2     | 0     | 0     | 1     | 0        | .333  | .455     | .556     | 1.010 |
| 2004      | ロッテ    | 63    | 232   | 212   | 32    | 54    | 8        | 2        | 6        | 84    | 35    | 8     | 2        | 2     | 2     | 14    | 0     | 2     | 37    | 2        | .255  | .304     | .396     | .701  |
| 2005      | ロッテ    | 122   | 493   | 447   | 80    | 120   | 22       | 11       | 4        | 176   | 48    | 41    | 9        | 6     | 4     | 31    | 0     | 5     | 51    | 6        | .268  | .320     | .394     | .714  |
| 2006      | ロッテ    | 115   | 485   | 426   | 58    | 120   | 20       | 7        | 4        | 166   | 27    | 33    | 17       | 4     | 3     | 49    | 2     | 3     | 61    | 6        | .282  | .358     | .390     | .747  |
| 2007      | ロッテ    | 130   | 559   | 494   | 76    | 148   | 31       | 3        | 3        | 194   | 40    | 27    | 13       | 7     | 4     | 50    | 0     | 4     | 73    | 3        | .300  | .366     | .393     | .759  |
| 2008      | ロッテ    | 116   | 522   | 473   | 78    | 142   | 26       | 6        | 13       | 219   | 49    | 18    | 11       | 4     | 2     | 36    | 1     | 7     | 68    | 3        | .300  | .357     | .463     | .820  |
| 2009      | ロッテ    | 120   | 531   | 454   | 70    | 118   | 24       | 5        | 14       | 194   | 41    | 26    | 10       | 3     | 2     | 67    | 3     | 5     | 76    | 6        | .260  | .361     | .427     | .787  |
| 2010      | ロッテ    | 144   | 692   | 596   | 121   | 206   | 32       | 8        | 11       | 287   | 59    | 22    | 11       | 8     | 5     | 79    | 1     | 4     | 96    | 8        | .346  | .423     | .482     | .904  |
| 2011      | MIN       | 68    | 240   | 221   | 14    | 50    | 5        | 0        | 0        | 55    | 19    | 2     | 4        | 3     | 0     | 15    | 1     | 1     | 43    | 1        | .226  | .278     | .249     | .527  |
| 2012      | MIN       | 3     | 14    | 12    | 0     | 0     | 0        | 0        | 0        | 0     | 1     | 0     | 0        | 0     | 1     | 1     | 0     | 0     | 1     | 0        | .000  | .071     | .000     | .071  |
| 2013      | 阪神      | 122   | 549   | 497   | 57    | 144   | 28       | 3        | 4        | 190   | 44    | 11    | 3        | 0     | 6     | 45    | 2     | 1     | 65    | 6        | .290  | .346     | .382     | .729  |
| 2014      | 阪神      | 24    | 46    | 38    | 6     | 9     | 3        | 1        | 0        | 14    | 4     | 0     | 1        | 1     | 0     | 7     | 0     | 0     | 6     | 0        | .237  | .356     | .368     | .724  |
| 2015      | 阪神      | 50    | 196   | 172   | 20    | 45    | 8        | 0        | 2        | 59    | 14    | 1     | 3        | 0     | 1     | 22    | 0     | 1     | 21    | 5        | .262  | .347     | .343     | .692  |
| 2016      | 阪神      | 55    | 205   | 190   | 16    | 56    | 7        | 1        | 0        | 65    | 15    | 6     | 1        | 0     | 0     | 13    | 1     | 2     | 25    | 5        | .295  | .346     | .342     | .688  |
| 2017      | 阪神      | 32    | 100   | 92    | 6     | 21    | 4        | 0        | 0        | 25    | 5     | 3     | 2        | 0     | 0     | 7     | 0     | 1     | 17    | 0        | .228  | .290     | .272     | .562  |
| 2018      | 阪神      | 25    | 43    | 40    | 4     | 5     | 3        | 0        | 0        | 8     | 1     | 0     | 0        | 0     | 0     | 3     | 0     | 0     | 10    | 0        | .125  | .186     | .200     | .386  |
| NPB：14年 | NPB：14年 | 1125  | 4664  | 4140  | 627   | 1191  | 218      | 47       | 61       | 1686  | 383   | 196   | 83       | 35    | 29    | 425   | 10    | 35    | 607   | 50       | .288  | .357     | .407     | .764  |
| MLB：2年  | MLB：2年  | 71    | 254   | 233   | 14    | 50    | 5        | 0        | 0        | 55    | 20    | 2     | 4        | 3     | 1     | 16    | 1     | 1     | 44    | 1        | .215  | .267     | .236     | .503  |

- 各年度の太字はリーグ最高、赤太字はNPB最高

### WBCでの打撃成績
| 年 度 | 代 表 | 試 合 | 打 席 | 打 数 | 得 点 | 安 打 | 二 塁 打 | 三 塁 打 | 本 塁 打 | 塁 打 | 打 点 | 盗 塁 | 盗 塁 死 | 犠 打 | 犠 飛 | 四 球 | 敬 遠 | 死 球 | 三 振 | 併 殺 打 | 打 率 | 出 塁 率 | 長 打 率 |
| ----- | ----- | ----- | ----- | ----- | ----- | ----- | -------- | -------- | -------- | ----- | ----- | ----- | -------- | ----- | ----- | ----- | ----- | ----- | ----- | -------- | ----- | -------- | -------- |
| 2006  | 日本  | 8     | 38    | 31    | 7     | 11    | 0        | 1        | 2        | 19    | 8     | 5     | 2        | 0     | 1     | 6     | 0     | 0     | 4     | 0        | .355  | .613     | .447     |

### オリンピックでの打撃成績
| 年 度 | 代 表 | 試 合 | 打 席 | 打 数 | 得 点 | 安 打 | 二 塁 打 | 三 塁 打 | 本 塁 打 | 塁 打 | 打 点 | 盗 塁 | 盗 塁 死 | 犠 打 | 犠 飛 | 四 球 | 敬 遠 | 死 球 | 三 振 | 併 殺 打 | 打 率 | 出 塁 率 | 長 打 率 |
| ----- | ----- | ----- | ----- | ----- | ----- | ----- | -------- | -------- | -------- | ----- | ----- | ----- | -------- | ----- | ----- | ----- | ----- | ----- | ----- | -------- | ----- | -------- | -------- |
| 2008  | 日本  | 8     | 27    | 22    | 6     | 10    | 1        | 0        | 1        | 14    | 4     | 2     | 0        | 0     | 0     | 6     | 0     | 1     | 2     | 2        | .455  | .636     | .556     |

### 年度別守備成績
内野手
| 年 度 | 球 団  | 一塁  | 一塁  | 一塁  | 一塁  | 一塁  | 一塁     | 二塁  | 二塁  | 二塁  | 二塁  | 二塁  | 二塁     | 三塁  | 三塁  | 三塁  | 三塁  | 三塁  | 三塁     | 遊撃  | 遊撃  | 遊撃  | 遊撃  | 遊撃  | 遊撃     |
| 年 度 | 球 団  | 試 合 | 刺 殺 | 補 殺 | 失 策 | 併 殺 | 守 備 率 | 試 合 | 刺 殺 | 補 殺 | 失 策 | 併 殺 | 守 備 率 | 試 合 | 刺 殺 | 補 殺 | 失 策 | 併 殺 | 守 備 率 | 試 合 | 刺 殺 | 補 殺 | 失 策 | 併 殺 | 守 備 率 |
| ----- | ------ | ----- | ----- | ----- | ----- | ----- | -------- | ----- | ----- | ----- | ----- | ----- | -------- | ----- | ----- | ----- | ----- | ----- | -------- | ----- | ----- | ----- | ----- | ----- | -------- |
| 2005  | ロッテ | -     | -     | -     | -     | -     | -        | 91    | 137   | 211   | 2     | 38    | .994     | -     | -     | -     | -     | -     | -        | 63    | 85    | 173   | 3     | 33    | .989     |
| 2006  | ロッテ | -     | -     | -     | -     | -     | -        | -     | -     | -     | -     | -     | -        | -     | -     | -     | -     | -     | -        | 115   | 183   | 339   | 13    | 59    | .976     |
| 2007  | ロッテ | -     | -     | -     | -     | -     | -        | -     | -     | -     | -     | -     | -        | -     | -     | -     | -     | -     | -        | 127   | 191   | 421   | 15    | 83    | .976     |
| 2008  | ロッテ | -     | -     | -     | -     | -     | -        | -     | -     | -     | -     | -     | -        | -     | -     | -     | -     | -     | -        | 115   | 142   | 324   | 10    | 66    | .979     |
| 2009  | ロッテ | -     | -     | -     | -     | -     | -        | -     | -     | -     | -     | -     | -        | -     | -     | -     | -     | -     | -        | 115   | 163   | 327   | 12    | 61    | .976     |
| 2010  | ロッテ | -     | -     | -     | -     | -     | -        | -     | -     | -     | -     | -     | -        | -     | -     | -     | -     | -     | -        | 144   | 222   | 440   | 19    | 81    | .972     |
| 2011  | MIN    | -     | -     | -     | -     | -     | -        | 6     | 10    | 14    | 2     | 8     | .923     | -     | -     | -     | -     | -     | -        | 60    | 96    | 172   | 10    | 33    | .964     |
| 2012  | MIN    | -     | -     | -     | -     | -     | -        | 3     | 6     | 11    | 2     | 5     | .895     | -     | -     | -     | -     | -     | -        | -     | -     | -     | -     | -     | -        |
| 2013  | 阪神   | -     | -     | -     | -     | -     | -        | 108   | 186   | 316   | 7     | 53    | .986     | 7     | 8     | 6     | 1     | 1     | .933     | -     | -     | -     | -     | -     | -        |
| 2014  | 阪神   | -     | -     | -     | -     | -     | -        | 3     | 2     | 5     | 0     | 2     | 1.000    | 6     | 4     | 9     | 2     | 2     | .867     | -     | -     | -     | -     | -     | -        |
| 2015  | 阪神   | -     | -     | -     | -     | -     | -        | -     | -     | -     | -     | -     | -        | 44    | 16    | 67    | 5     | 3     | .943     | -     | -     | -     | -     | -     | -        |
| 2016  | 阪神   | -     | -     | -     | -     | -     | -        | 48    | 100   | 102   | 6     | 12    | .971     | -     | -     | -     | -     | -     | -        | -     | -     | -     | -     | -     | -        |
| 2017  | 阪神   | 1     | 9     | 3     | 0     | 0     | 1.000    | 12    | 21    | 34    | 0     | 7     | 1.000    | -     | -     | -     | -     | -     | -        | -     | -     | -     | -     | -     | -        |
| 2018  | 阪神   | -     | -     | -     | -     | -     | -        | 8     | 7     | 12    | 0     | 4     | 1.000    | -     | -     | -     | -     | -     | -        | 1     | 0     | 0     | 0     | 0     | ----     |
| NPB   | NPB    | 1     | 9     | 3     | 0     | 0     | 1.000    | 286   | 471   | 706   | 18    | 118   | .985     | 57    | 28    | 82    | 8     | 6     | .932     | 733   | 1066  | 2182  | 76    | 413   | .977     |
| MLB   | MLB    | -     | -     | -     | -     | -     | -        | 9     | 16    | 25    | 4     | 13    | .911     | -     | -     | -     | -     | -     | -        | 60    | 96    | 172   | 10    | 33    | .964     |

外野手
| 年 度 | 球 団 | 外野  | 外野  | 外野  | 外野  | 外野  | 外野     |
| 年 度 | 球 団 | 試 合 | 刺 殺 | 補 殺 | 失 策 | 併 殺 | 守 備 率 |
| ----- | ----- | ----- | ----- | ----- | ----- | ----- | -------- |
| 2016  | 阪神  | 3     | 1     | 0     | 0     | 0     | 1.000    |
| 2017  | 阪神  | 8     | 17    | 0     | 2     | 0     | .895     |
| 通算  | 通算  | 11    | 18    | 0     | 2     | 0     | .900     |

- 各年度の太字はリーグ最高
- NPB時代の太字年はゴールデングラブ賞受賞

### タイトル
- 首位打者：1回（2010年） ※史上4人目のフルイニング出場での獲得[140]
- 盗塁王：2回（2005年、2006年）
- 最多安打：1回（2010年）

### 表彰
- ベストナイン：4回（遊撃手部門：2005年、2007年、2010年、二塁手部門：2013年）
- ゴールデングラブ賞：3回（二塁手部門：2005年、遊撃手部門：2007年、2010年）
- 月間MVP：3回（野手部門：2005年3・4月、2010年5月、2010年9月）
- JA全農Go・Go賞：1回（最多二・三塁打賞：2007年8月）
- 千葉市市民栄誉賞（2006年）

### 記録

#### NPB
初記録
- 初出場：2003年6月23日、対西武ライオンズ14回戦（西武ドーム）、9回表に堀幸一の代走で出場
- 初打席・初安打：2003年6月28日、対オリックス・ブルーウェーブ15回戦（千葉マリンスタジアム）、7回裏に初芝清の代打で出場、戸叶尚から左中間二塁打
- 初先発出場：2003年6月29日、対オリックス・ブルーウェーブ16回戦（千葉マリンスタジアム）、2番・二塁手で先発出場
- 初打点：2003年7月1日、対日本ハムファイターズ14回戦（東京ドーム）、5回表にカルロス・ミラバルから右中間適時二塁打
- 初本塁打：2004年6月27日、対西武ライオンズ16回戦（富山市民球場アルペンスタジアム）、2回裏に後藤光貴から右越2ラン
- 初盗塁：同上、8回裏に二盗（投手：大沼幸二、捕手：野田浩輔）

節目の記録
- 1000安打：2013年7月16日、対読売ジャイアンツ13回戦（阪神甲子園球場）、2回裏に菅野智之から中前安打 ※史上273人目
- 1000試合出場：2015年5月14日、対東京ヤクルトスワローズ8回戦（明治神宮野球場）、1番・三塁手で先発出場 ※史上469人目

その他の記録
- シーズン猛打賞27回：2010年 ※秋山翔吾と並び最多タイ記録
- シーズン200安打：2010年 ※史上4人目（スイッチヒッター史上初）
- オールスターゲーム出場：6回（2005年、2006年、2007年、2008年、2010年、2013年）

#### NPB/MLB通算
節目の記録
- 1000安打：2013年5月4日、対東京ヤクルトスワローズ8回戦（阪神甲子園球場）、6回裏に正田樹から左越三塁打 ※史上7人目

### 独立リーグでの打撃成績
| 年 度    | 球 団    | 試 合 | 打 席 | 打 数 | 得 点 | 安 打 | 二 塁 打 | 三 塁 打 | 本 塁 打 | 塁 打 | 打 点 | 盗 塁 | 盗 塁 死 | 犠 打 | 犠 飛 | 四 球 | 敬 遠 | 死 球 | 三 振 | 併 殺 打 | 打 率 | 出 塁 率 | 長 打 率 | O P S |
| -------- | -------- | ----- | ----- | ----- | ----- | ----- | -------- | -------- | -------- | ----- | ----- | ----- | -------- | ----- | ----- | ----- | ----- | ----- | ----- | -------- | ----- | -------- | -------- | ----- |
| 2019     | 栃木     | 59    | 238   | 186   | 49    | 63    | 16       | 2        | 7        | 103   | 41    | 7     | 3        | 0     | 1     | 49    | -     | 2     | 29    | 4        | .339  | .479     | .554     | 1.033 |
| 2020     | 栃木     | 13    | 45    | 33    | 10    | 10    | 2        | 0        | 1        | 15    | 5     | 0     | 1        | 0     | 1     | 7     | -     | 0     | 3     | 0        | .303  | .467     | .455     | .921  |
| 2021     | 栃木     | 43    | 123   | 107   | 17    | 35    | 4        | 0        | 0        | 39    | 8     | 6     | 2        | 0     | 0     | 16    | -     | 0     | 11    | 1        | .327  | .415     | .364     | .779  |
| 2022     | 北九州   | 25    | 56    | 54    | 10    | 16    | 0        | 0        | 0        | 16    | 3     | 2     | 0        | 0     | 0     | 2     | -     | 0     | 5     | 0        | .296  | .321     | .296     | .617  |
| 2023     | 北九州   | 6     | 13    | 11    | 1     | 2     | 0        | 0        | 0        | 2     | 4     | 0     | 0        | 0     | 1     | 1     | -     | 0     | 0     | 0        | .182  | .231     | .182     | .413  |
| BCL：3年 | BCL：3年 | 115   | 406   | 326   | 76    | 108   | 22       | 2        | 8        | 157   | 54    | 13    | 6        | 0     | 2     | 72    | -     | 2     | 43    | 5        | .331  | .453     | .482     | .935  |
| KAL：2年 | KAL：2年 | 31    | 69    | 65    | 11    | 18    | 0        | 0        | 0        | 18    | 7     | 2     | 0        | 0     | 1     | 3     | -     | 0     | 5     | 0        | .277  | .304     | .277     | .581  |

- 各年度の太字はリーグ最高

### 背番号
- 7（2003年 - 2010年、2013年 - 2016年、2022年 - 2024年）
- 1（2011年 - 2012年、2019年 - 2021年）
- 5（2017年 - 2018年）

### 登録名
- 西岡 剛（にしおか つよし、2003年 - 2006年、2008年 - 2024年）
- TSUYOSHI（ツヨシ、2007年）

### 登場曲
- 「Spitfire」The Prodigy（2010年）
- 「海の家」TUBE（夏期の7 - 8月限定）
- 「カーテンコール」強（2013年前半、2014年 - 2015年途中） ※2014年から奇数打席のみ
- 「スーパースター」強（2013年後半 - 2017年） ※2014年から偶数打席のみ、2016年途中から第一打席のみ
- 「The Nights」Avicii（2016年途中 - 2017年） ※第二打席以降
- 「The Spectre」Alan Walker（2018年） ※第一打席：0:08〜、第二打席以降：2:32〜

### 代表歴
- 2006 ワールド・ベースボール・クラシック日本代表
- 2008年北京オリンピックの野球競技・日本代表

## 関連情報

### 著書
- 『全力疾走』（宝島社、2013年10月、ISBN 978-4800216212）

### 関連書籍
- 『西岡剛 SUPER SPEED STAR (スポーツアルバム (No.17)) (ムック)』（ベースボールマガジン社、2006/5、ISBN 978-4583613895）
- 『7 (SEVEN) 西岡剛 OFFICIAL BOOK』（橋本清著、三修社、2008/8、ISBN 978-4384077773）
- 『海を渡る：サムライたちの球跡』（長谷川晶一著、扶桑社、2024年9月、ISBN 9784594098056）

### 出演

#### CM
- ロッテ「グリーンガム」（2005年 - 2006年）監督のバレンタインや菊地凛子、チームメイトと共演。
- ロッテ「ガーナ」（2006年）里崎智也や、長澤まさみ、チームメイトと共演。
- アディダス（2007年）PL学園野球部に入ることができなかったエピソードを語っている。
- 上新電機（2014年 - 2015年）チームメイトの能見篤史や藤浪と共演。

#### PV
- SPHERE「君といたい feat. 傳田真央」（2009年）